# Tierra natal asiria
La Tierra natal asiria, Patria Asiria o Asiria (en siríaco clásico: ܐܬܘܪ, romanizado: Āṯūr, también en siríaco clásico: ܒܝܬ ܢܗܪ̈ܝܢ, romanizado: Bêth Nahrin) es una región geocultural e histórica situada en el norte de Mesopotamia que ha sido tradicionalmente habitada por asirios. Las áreas que forman la tierra natal asiria son partes del actual norte de Irak, el sudeste de Turquía, el noroeste de Irán y, más recientemente, el noreste de Siria.  Además, la zona que hasta hace poco tenía la mayor concentración de asirios en el mundo se encuentra en el Triángulo asirio, región que comprende las llanuras de Nínive, el sur de Hakkari y las regiones de Barwari.
Los asirios son nativos de Mesopotamia (siríaco: ܒܝܬ ܢܗܪ̈ܝܢ - Beth Nahrin, "hogar de los dos ríos"), descienden de los Acadios y Sumerios, y desarrollaron una civilización independiente principalmente en la histórica ciudad de Ashur, al norte de la región. Las ciudades de población asiria en Irak están mayoritariamente en la región de la gobernación de Nínive en el norte de Irak, como Alqosh, Tel Keppe, Batnaya, Bartella, Tesqopa, Karamlech, Bajdida y, hasta 2014, Mosul. Hay una minoría asiria en las ciudades de Zakho y Duhok, en el Kurdistán iraquí, que también están situadas en el triángulo asirio. En Turquía, la región de Tur Abdin es el centro cultural tradicional de los asirios y es la única región rural que queda en Turquía con una importante presencia cristiana asiria. Sin embargo, hoy en día la mayoría de los asirios en Turquía viven en Estambul. El noreste de Siria se ha convertido en el último siglo en un centro para los asirios, con gran parte de la población asiria descendiente de refugiados de Turquía que huyeron durante el genocidio asirio y durante los pogromos posteriores en Irak. Los principales centros de población asiria en Siria son Qamishli, Hasaka, Ras al-Ayn, Al Malikiya, Al-Qahtaniyah y los pueblos a lo largo del río Jabur en la zona de Tal Tamer, que se encuentran fuera de la histórica aglomeración de la patria en el norte de Irak y el sudeste de Turquía.
Hablan lenguas neoarameas, incluyendo algunas como el Sureth y el Turoyo junto a sus dialectos.La gran mayoría de asirios son cristianos de varias denominaciones.

## Historia

### Antigüedad

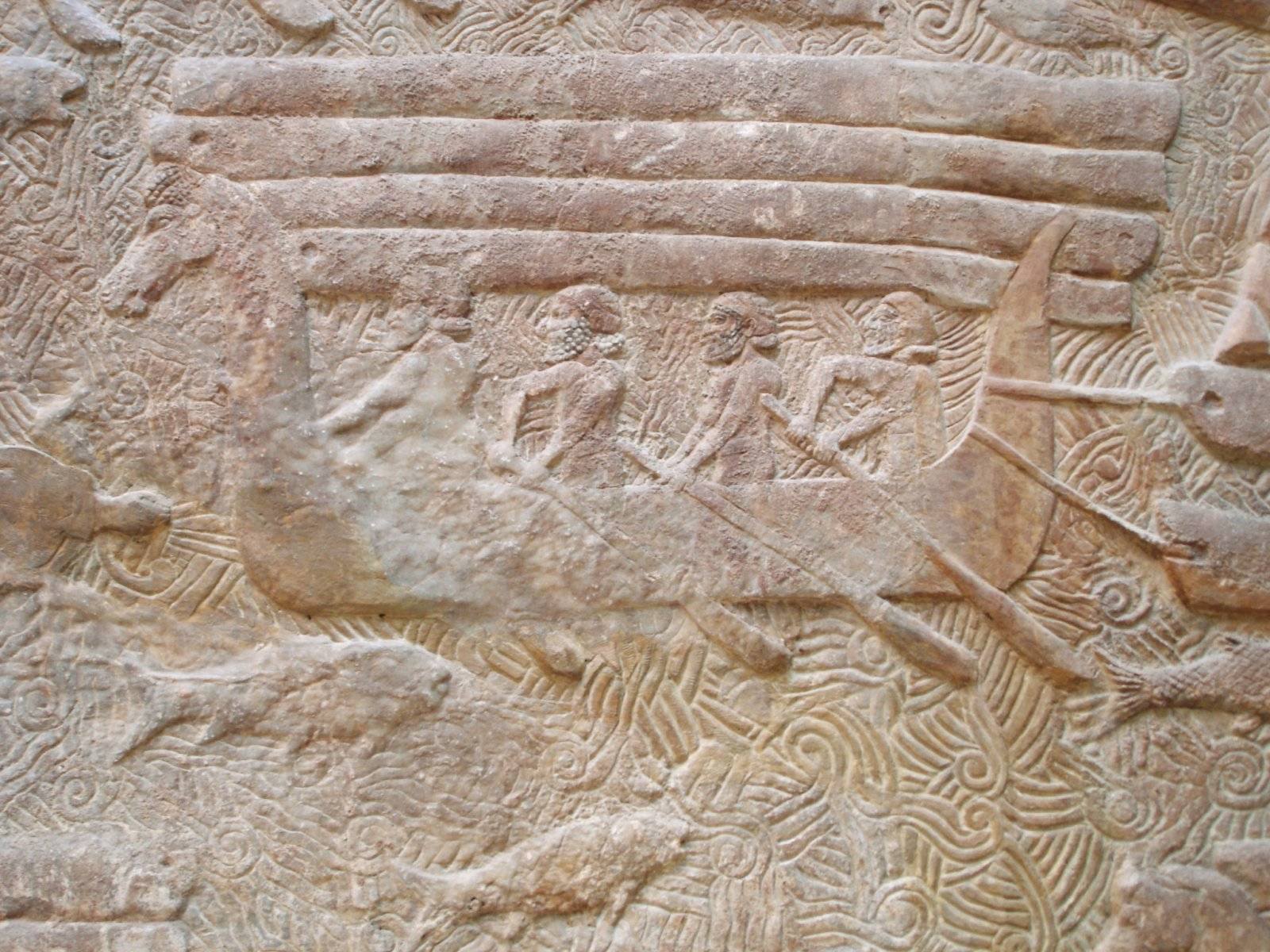
Relieve de la capital asiria de Dur Sharrukin, que muestra el transporte de cedro libanés

La ciudad de Assur y Nínive (actual Mosul), que fue la ciudad más antigua y más grande del antiguo imperio asirio,  junto con otras ciudades asirias, parecen haber sido establecidas en el año 2600 a. C. Sin embargo, es probable que inicialmente fueran centros administrativos dominados por los sumerios. A finales del siglo XXVI a. C., Eannatum de Lagash, entonces el gobernante sumerio dominante en Mesopotamia, menciona «la derrota de Subartu» (Subartu es el nombre sumerio de Asiria). De forma similar, a principios del siglo XXV a. C., Lugal-Ane-Mundu, el rey del estado sumerio de Adab, menciona que Subartu le paga un tributo.
Los asirios son de habla aramea oriental, descendientes de los habitantes preislámicos de la Alta Mesopotamia. El arameo antiguo fue adoptado por la población del Imperio Neoasirio alrededor del siglo VIII a. C., y estos dialectos orientales siguieron siendo ampliamente utilizados en toda la Alta Mesopotamia durante los períodos persa y romano, y sobrevivieron hasta el día de hoy. La lengua siríaca evolucionó en la Asiria aqueménida durante el siglo V a. C.
Durante el período asirio, Duhok fue nombrado Nohadra (y también Bit Nuhadra o Naarda), donde, durante los períodos parto-sasánida en Asiria (c. 160 a. C. a 250 d. C.) como Beth Nuhadra, obtuvo la semi-independencia como uno de los reinos neoasirios de Asiria, que también incluía Adiabene, Osroene, Assur y Beth Garmai.

### Periodo cristiano temprano

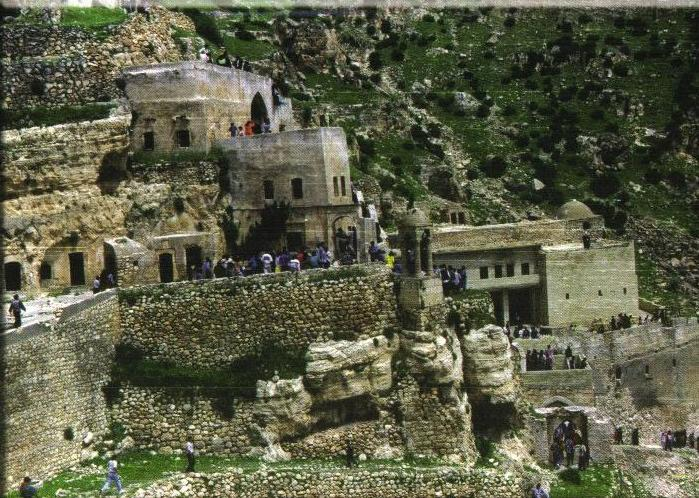
Monasterio Rabban Hormizd.

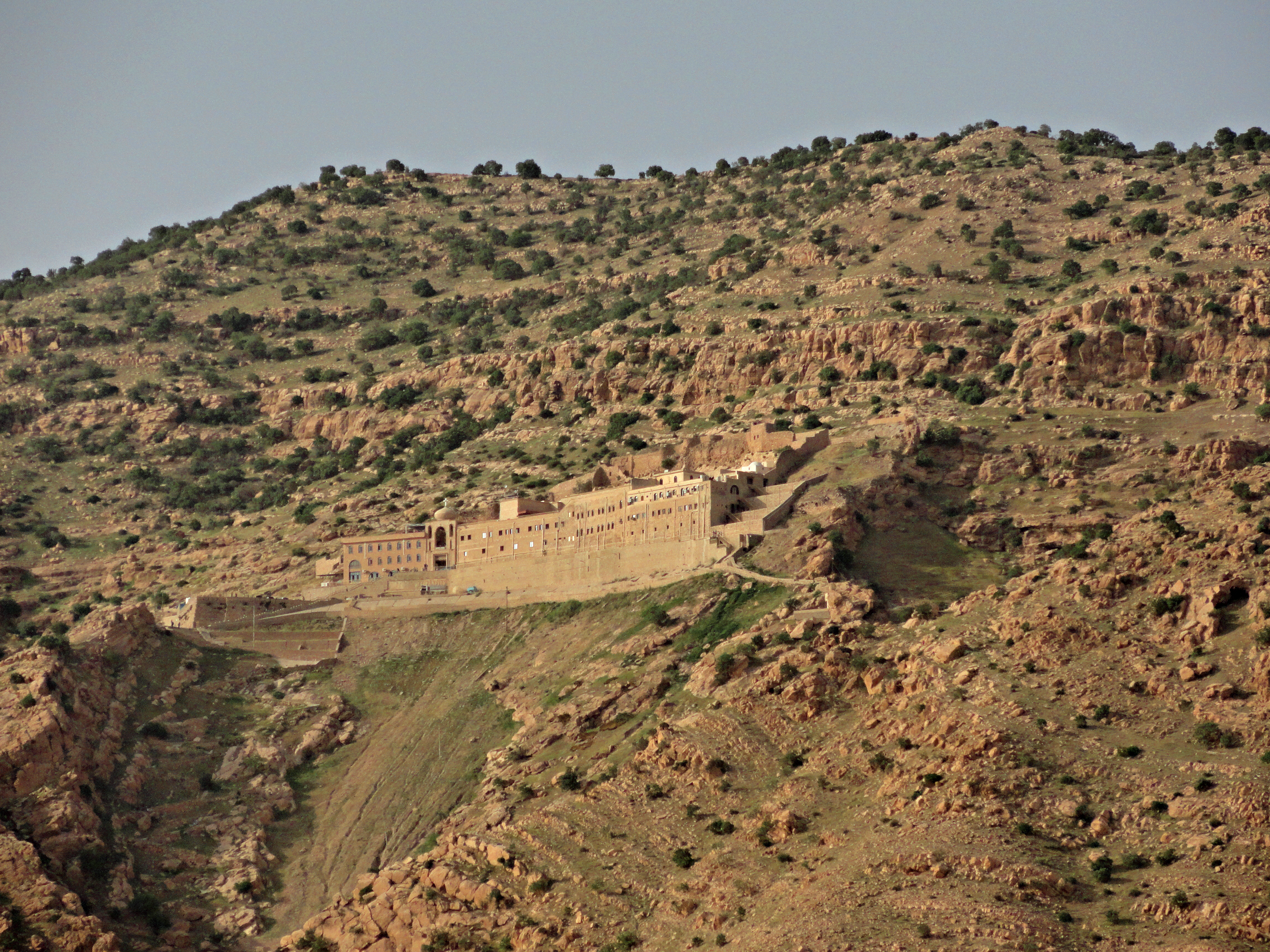
Monasterio de Mar Mattai en la población asiria de Merki.

El cristianismo siríaco arraigó entre los asirios entre los siglos I y III d. C. con la fundación en Asiria de la Iglesia del Oriente junto con la literatura siríaca.
La primera división entre los cristianos siríacos ocurrió en el siglo V, cuando los cristianos asirios de la Alta Mesopotamia del Imperio sasánida fueron separados de los del Levante por el cisma nestoriano. Esta separación se debió tanto a la política de la época como a la ortodoxia teológica. Ctesifonte, que era en ese momento la capital sasánida, se convirtió finalmente en la capital de la Iglesia del Oriente. Durante la era cristiana Nuhadra se convirtió en una eparquía dentro de la Iglesia asiria del Oriente, metropolitana de Ḥadyab (Erbil).
Después del Concilio de Calcedonia en el año 451, muchos cristianos siríacos dentro del Imperio romano se rebelaron contra sus decisiones. El Patriarcado de Antioquía se dividió entonces entre una comunión calcedonia y otra no calcedonia. Los calcedonios eran a menudo etiquetados como 'melquitas' (Partido del Emperador), mientras que sus oponentes eran etiquetados como monofisitas (aquellos que creen en la única y no en las dos naturalezas de Cristo) y jacobitas (después de Jacobo Baradeo). La Iglesia católica maronita se encontró atrapada entre los dos, pero afirma haber permanecido siempre fiel a la Iglesia católica y en comunión con el obispo de Roma, el Papa.

### Edad Media

Un mapa de las provincias de la "Jazira" en la época medieval.

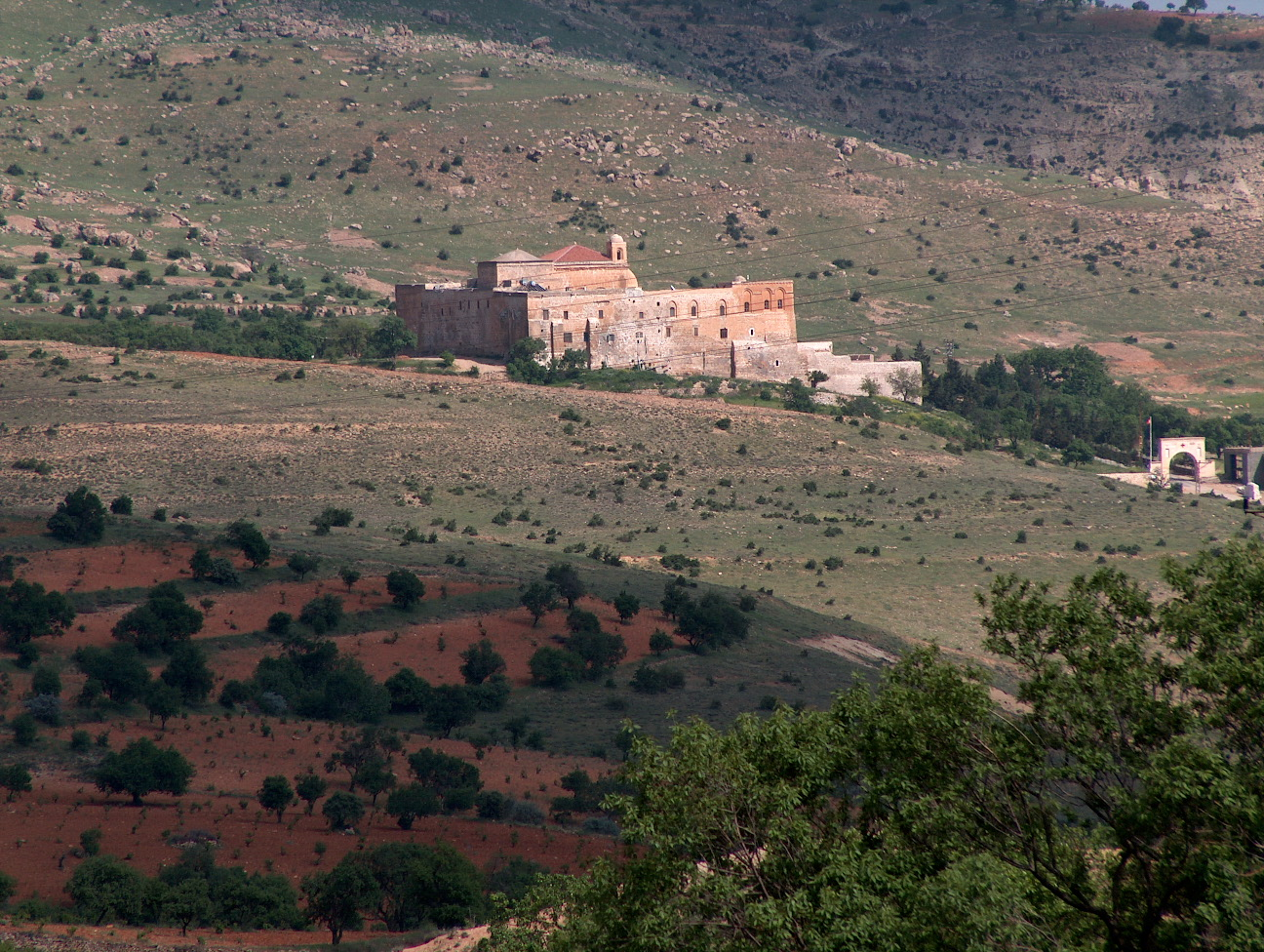
Monasterio de Mor Hananyo o el Monasterio del Azafrán en la región de Tur Abdin.

Tanto el cristianismo siríaco como el arameo oriental se vieron sometidos a presión tras la conquista musulmana de Mesopotamia en el siglo VII, y los cristianos asirios a lo largo de la Edad Media estuvieron sometidos a la influencia arabizante de los superestados. Los asirios sufrieron una importante persecución con las masacres a gran escala motivadas por la religión que llevó a cabo el gobernante turco-mongol musulmán Tamerlán en el siglo XIV. Fue a partir de esta época que la antigua ciudad de Asiria fue abandonada por los asirios, y los asirios fueron reducidos a una minoría dentro de su antigua tierra natal.
El cisma ocurrió en 1552, cuando varios cristianos asirios entraron en comunión con la Iglesia católica, la cual, después de ser nombrada inicialmente por sus nuevos seguidores Iglesia de Asiria y Mosul', acuñaron el término Iglesia católica caldea, en 1683, dando origen a la moderna Iglesia Católica Caldea en 1830. Sin embargo, este término es puramente teológico, ya que los católicos caldeos asirios no tienen ningún vínculo histórico, étnico, cultural o geográfico con los antiguos habitantes de Caldea en el sureste de Mesopotamia, que habían desaparecido entre la población nativa de Babilonia en el siglo VI d. C.
La Alta Mesopotamia tenía una estructura establecida de diócesis en el año 500, después de la introducción del cristianismo desde el siglo I al III. Después de la caída del Imperio Neoasirio en el año 605 d. C.., Asiria permaneció como una entidad durante más de 1200 años bajo el dominio babilónico, persa-aqueménida, griego seléucida, parto, romano y persa sasánida. Solo después de la conquista musulmana de Persia de la segunda mitad del siglo VII, se disolvió Asiria como una región con nombre propio.
La región montañosa de la tierra natal asiria, Barwari, formaba parte de la diócesis de Beth Nuhadra (actual Dohuk) desde la antigüedad y ha sido testigo de una migración masiva de nestorianos tras la caída de Bagdad en 1258 y la invasión de Tamorlán desde el centro de Irak. Sus habitantes cristianos se vieron poco afectados por las conquistas otomanas, sin embargo a partir del siglo XIX los emires kurdos buscaron expandir sus territorios a su costa. En la década de 1830 Muhammad Rawanduzi, el emir de Soran, intentó añadir por la fuerza la región a su dominio saqueando muchas aldeas asirias. Bedirxan Beg de Bohtan renovó los ataques a la región en la década de 1840, matando a decenas de miles de asirios en Barwari y Hakkari antes de ser finalmente derrotado por los otomanos.

### Período moderno temprano
La Tabula Peutingeriana del mundo habitado conocido por los geógrafos romanos muestra a Singara situada al oeste de los Trogoditi, en latín: Trogoditi. Persi. (en latín: Troglodytae Persiae, persa trogloditas  persas") ) que habitaban el territorio alrededor de las montañas Sinjar. Para los árabes medievales, la mayor parte de la llanura era considerada como parte de la provincia de Diyar Rabi'a, la «morada de la tribu Rabīʿa». La llanura fue el lugar donde se determinó el  grado sexagesimal Al-Juarismi y otros astrónomos durante el reinado del califa Al-Mamún.  Sinjar contaba con una famosa catedral asiria en el siglo VIII.
Siria y la Alta Mesopotamia pasaron a formar parte del Imperio Otomano en el siglo XVI, tras las conquistas de Solimán el Magnífico.

### Período moderno
Durante la Primera Guerra Mundial los asirios sufrieron el Genocidio asirio que redujo su número hasta en dos tercios. Después de esto, entraron en la guerra del lado de los británicos y los rusos. Después de la Primera Guerra Mundial, la patria asiria se dividió entre el Mandato Británico de Mesopotamia, que se convertiría en el Reino de Irak en 1932, y el Mandato Francés de Siria que se convertiría en la República Árabe Siria en 1944.
Los asirios se enfrentaron a represalias bajo la monarquía hachemí por cooperar con los británicos durante los años posteriores a la Primera Guerra Mundial, y muchos huyeron a Occidente. El Patriarca Shimun XXIII Eshai, aunque nació en la línea de los Patriarcas de Qochanis, fue educado en Gran Bretaña. Durante un tiempo buscó una patria para los asirios en Irak, pero se vio obligado a refugiarse en Chipre en 1933, trasladándose después a Chicago, Illinois, y estableciéndose finalmente cerca de San Francisco, California.
La comunidad cristiana caldea asiria era menos numerosa y vociferante en la época del Mandato Británico de Mesopotamia, y no desempeñó un papel importante en el dominio británico del país. Sin embargo, con el éxodo de los miembros de la Iglesia asiria del Oriente, la Iglesia católica caldea se convirtió en la mayor denominación religiosa no musulmana de Irak, y algunos católicos asirios llegaron más tarde al poder en el gobierno del Partido Baaz, siendo el más destacado el Viceprimer Ministro Tariq Aziz. Los asirios de Dohuk se jactan de tener una de las iglesias más grandes de la región llamada la Catedral Mar Marsi, y es el centro de una Eparquía. Decenas de miles de refugiados cristianos yazidíes y asirios viven en la ciudad también debido a la invasión de Irak por parte del Estado Islámico en 2014 y la subsiguiente caída de Mosul.

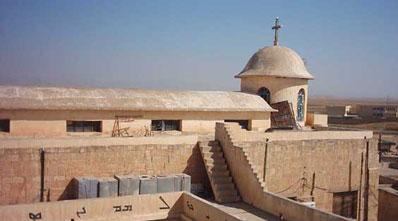
Una iglesia caldea en Tesqopa.

Además de la población asiria, existió una población judía de habla aramea en la región durante miles de años, viviendo principalmente en Barwari, Zakho y Alqosh. Sin embargo, todos los judíos de Barwari se fueron o fueron exiliados a Israel poco después de su independencia en 1947. La región se vio muy afectada por los levantamientos kurdos de las décadas de 1950 y 1960 y quedó despoblada en gran medida durante la Operación al-Anfal en la década de 1980, aunque parte de su población regresó más tarde y sus casas fueron reconstruidas posteriormente. Assur, que se encuentra en la gobernación de Saladino, fue incluido en la Lista del Patrimonio de la Humanidad de la UNESCO en 2003, momento en el que el sitio se vio amenazado por un inminente proyecto de presa a gran escala que habría sumergido el antiguo sitio arqueológico.

#### Ataques a los cristianos

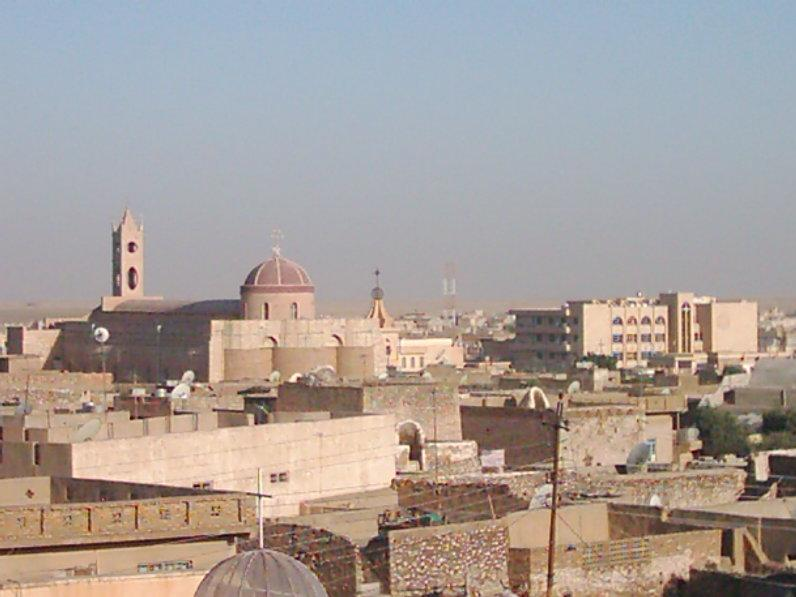
La ciudad asiria de Bakhdida, en las Llanuras de Nínive.

Tras los ataques concertados contra los cristianos asirios en Irak, especialmente destacados por el bombardeo simultáneo del domingo 1 de agosto de 2004 de seis iglesias (Bagdad y Mosul) y el subsiguiente bombardeo de casi treinta iglesias más en todo el país, el liderazgo asirio, tanto interna como externamente, comenzó a considerar las Llanuras de Nínives como el lugar donde la seguridad de los cristianos podría ser posible. Las escuelas recibieron especialmente mucha atención en esta área y en las áreas kurdas donde vive la población asiria concentrada. Además, la agricultura y las clínicas médicas recibieron ayuda financiera de la diáspora asiria-caldea-siria.
A medida que aumentaban los ataques a los cristianos en Basora, Bagdad, Ramadi y otros pueblos más pequeños, más familias se dirigieron hacia el norte, a las propiedades en las Llanuras de Nínive. Este lugar de refugio sigue sin contar con fondos suficientes y con una grave carencia de infraestructura para ayudar a la población de desplazados internos, cada vez más numerosa. A partir de 2012, también comenzó a recibir la afluencia de asirios procedentes de Siria debido a la guerra civil en ese país.
En agosto de 2014, casi todos los habitantes no suníes de las regiones meridionales de las Llanuras, que incluyen Tel Keppe, Bajdida, Bartella y Karemlash, fueron expulsados por el Estado Islámico durante la ofensiva del norte de Irak en 2014. Al entrar en la ciudad, ISIS saqueó las casas y retiró las cruces y otros objetos religiosos de las iglesias. El cementerio cristiano de la ciudad también fue destruido posteriormente. Los monumentos y sitios arqueológicos asirios de la Edad del Bronce y de la Edad de Hierro, así como numerosas iglesias y monasterios asirios han sido sistemáticamente vandalizados y destruidos por ISIL. Entre ellos se encuentran las ruinas de Nínive, Kalhu (Nimrud, Assur, Dur-Sharrukin y Hatra) ISIL destruyó un zigurat de 3000 años de antigüedad. ISIL destruyó la Iglesia de la Virgen María, en 2015 la Iglesia de San Markourkas fue destruida y el cementerio fue arrasado.
Poco después del comienzo de la batalla de Mosul, las tropas iraquíes avanzaron sobre Tel Keppe, pero los combates continuaron hasta el año 2017. Las fuerzas iraquíes recapturaron la ciudad a ISIS el 19 de enero de 2017.

## Geografía

### Clima
Debido a su latitud y altitud, la tierra natal de los asirios es más fresca y mucho más húmeda que el resto de Irak. La mayoría de las zonas de la región se encuentran dentro de la zona clima mediterráneo (Csa), y las zonas situadas al suroeste son semiáridas. (BSh).
| Parámetros climáticos promedio de Tel Keppe                  | Parámetros climáticos promedio de Tel Keppe | Parámetros climáticos promedio de Tel Keppe | Parámetros climáticos promedio de Tel Keppe | Parámetros climáticos promedio de Tel Keppe | Parámetros climáticos promedio de Tel Keppe | Parámetros climáticos promedio de Tel Keppe | Parámetros climáticos promedio de Tel Keppe | Parámetros climáticos promedio de Tel Keppe | Parámetros climáticos promedio de Tel Keppe | Parámetros climáticos promedio de Tel Keppe | Parámetros climáticos promedio de Tel Keppe | Parámetros climáticos promedio de Tel Keppe | Parámetros climáticos promedio de Tel Keppe |
| Mes                                                          | Ene.                                        | Feb.                                        | Mar.                                        | Abr.                                        | May.                                        | Jun.                                        | Jul.                                        | Ago.                                        | Sep.                                        | Oct.                                        | Nov.                                        | Dic.                                        | Anual                                       |
| ------------------------------------------------------------ | ------------------------------------------- | ------------------------------------------- | ------------------------------------------- | ------------------------------------------- | ------------------------------------------- | ------------------------------------------- | ------------------------------------------- | ------------------------------------------- | ------------------------------------------- | ------------------------------------------- | ------------------------------------------- | ------------------------------------------- | ------------------------------------------- |
| Temp. máx. media (°C)                                        | 12                                          | 14                                          | 20                                          | 26                                          | 34                                          | 38                                          | 43                                          | 40                                          | 38                                          | 30                                          | 20                                          | 14                                          | 27.4                                        |
| Temp. mín. media (°C)                                        | 2                                           | 4                                           | 8                                           | 11                                          | 16                                          | 21                                          | 25                                          | 24                                          | 20                                          | 14                                          | 6                                           | 4                                           | 12.9                                        |
| Precipitación total (mm)                                     | 39                                          | 69                                          | 51                                          | 9                                           | 0                                           | 0                                           | 0                                           | 0                                           | 0                                           | 6                                           | 36                                          | 60                                          | 270                                         |
| Días de precipitaciones (≥ )                                 | 10                                          | 10                                          | 11                                          | 9                                           | 0                                           | 0                                           | 0                                           | 0                                           | 0                                           | 5                                           | 8                                           | 12                                          | 65                                          |
| Fuente: World Weather Online (2000-2012) 19 de enero de 2020 |                                             |                                             |                                             |                                             |                                             |                                             |                                             |                                             |                                             |                                             |                                             |                                             |                                             |

| Parámetros climáticos promedio de Zakho | Parámetros climáticos promedio de Zakho | Parámetros climáticos promedio de Zakho | Parámetros climáticos promedio de Zakho | Parámetros climáticos promedio de Zakho | Parámetros climáticos promedio de Zakho | Parámetros climáticos promedio de Zakho | Parámetros climáticos promedio de Zakho | Parámetros climáticos promedio de Zakho | Parámetros climáticos promedio de Zakho | Parámetros climáticos promedio de Zakho | Parámetros climáticos promedio de Zakho | Parámetros climáticos promedio de Zakho | Parámetros climáticos promedio de Zakho |
| Mes                                     | Ene.                                    | Feb.                                    | Mar.                                    | Abr.                                    | May.                                    | Jun.                                    | Jul.                                    | Ago.                                    | Sep.                                    | Oct.                                    | Nov.                                    | Dic.                                    | Anual                                   |
| --------------------------------------- | --------------------------------------- | --------------------------------------- | --------------------------------------- | --------------------------------------- | --------------------------------------- | --------------------------------------- | --------------------------------------- | --------------------------------------- | --------------------------------------- | --------------------------------------- | --------------------------------------- | --------------------------------------- | --------------------------------------- |
| Temp. máx. media (°C)                   | 10.2                                    | 12.2                                    | 16.5                                    | 21.8                                    | 29.1                                    | 36.2                                    | 40.4                                    | 40                                      | 35.7                                    | 27.9                                    | 19.4                                    | 12.3                                    | 25.1                                    |
| Temp. mín. media (°C)                   | 1.9                                     | 3.1                                     | 6.1                                     | 10.1                                    | 15.0                                    | 20.1                                    | 23.7                                    | 23.2                                    | 19.2                                    | 13.7                                    | 8.4                                     | 3.9                                     | 12.4                                    |
| Precipitación total (mm)                | 144                                     | 136                                     | 129                                     | 109                                     | 43                                      | 0                                       | 0                                       | 0                                       | 1                                       | 27                                      | 83                                      | 127                                     | 799                                     |
| Días de precipitaciones (≥ )            | 14                                      | 12                                      | 11                                      | 12                                      | 10                                      | 6                                       | 4                                       | 5                                       | 7                                       | 11                                      | 13                                      | 14                                      | 119                                     |
| Fuente: 19 de enero de 2020             |                                         |                                         |                                         |                                         |                                         |                                         |                                         |                                         |                                         |                                         |                                         |                                         |                                         |

## Demografía

Mapa de Tur Abdin que muestra los pueblos y monasterios sirios. Los monasterios en funcionamiento están indicados con cruces rojas y los monasterios abandonados con cruces naranjas.

Las poblaciones asirias están distribuidas entre la patria asiria y la diáspora asiria. No hay estadísticas oficiales y las estimaciones varían mucho, entre menos de un millón en la patria asiria, y 3,3 millones con la diáspora incluida, sobre todo debido a la incertidumbre del número de asirios en Irak y Siria. Desde la Guerra de Irak de 2003, los asirios iraquíes han sido desplazados a Siria en números significativos pero desconocidos. Desde que la Guerra Civil Siria comenzó en 2011, los asirios sirios han sido desplazados a Turquía en números significativos pero desconocidos. Las áreas de la tierra natal asiria son «parte del actual norte de Irak, el sureste de Turquía, el noroeste de Irán y el noreste de Siria». Las comunidades asirias que aún quedan en la tierra natal asiria están en Siria (400 000), Irak (300 000), Irán (20 000), y Turquía (15 000-25 100). La mayoría de los asirios que viven hoy en día en Siria, en la gobernación de Hasaka en los pueblos a lo largo del río Jabur, descienden de los refugiados que llegaron allí después del genocidio asirio y la masacre de Simele de los años 1910 y 1930. Las comunidades cristianas de sirios ortodoxos orientales vivían en Tur Abdin, una zona del sudeste de Turquía, los asirios nestorianos vivían en las montañas de Hakkari, que se extiende a lo largo de la frontera del norte de Irak y el sur de Turquía, así como en la Llanura de Urmía, una zona situada en la orilla occidental del Lago Urmía, y los católicos caldeos y sirios vivían en las Llanuras de Nínive, una zona situada en el norte de Irak.
Más de la mitad de los cristianos iraquíes han huido a los países vecinos desde el comienzo de la guerra de Irak, y muchos no han regresado, aunque algunos están emigrando de vuelta a la patria tradicional asiria en la región autónoma kurda. La mayoría de los asirios viven hoy en día en el norte de Irak, con la comunidad en el norte (turco) de Hakkari completamente diezmada, y los de Tur Abdin y la llanura de Urmia están en gran medida despoblados.

## Creación de una provincia autónoma asiria
Las ciudades y pueblos habitados por asirios en las Llanuras de Nínive forman una concentración de aquellos que pertenecen a las tradiciones cristianas sirias, y dado que esta zona es el antiguo hogar del imperio asirio a través del cual el pueblo asirio traza su patrimonio cultural, la Llanura de Nínive es el área en la que se ha concentrado el esfuerzo de formar una entidad asiria autónoma. Algunos políticos de dentro y fuera de Irak han pedido que se cree una región autónoma para los cristianos asirios en esta zona.
En la Ley Administrativa de Transición aprobada en marzo de 2004 en Bagdad, no solo se establecieron disposiciones para la preservación de la cultura asiria a través de la educación y los medios de comunicación, sino que también se aceptó una disposición relativa a una unidad administrativa. El artículo 125 de la Constitución de Irak establece que «Esta Constitución garantizará los derechos administrativos, políticos, culturales y educativos de las diversas nacionalidades, como turcomanos, caldeos, asirios y todos los demás constituyentes, y esto se regulará por ley». Dado que las ciudades y pueblos de la Llanura de Nínive forman una concentración de los que pertenecen a las tradiciones cristianas siríacas, y dado que esta zona es el antiguo hogar del imperio asirio a través del cual estos pueblos trazan su patrimonio cultural, la Llanura de Nínive es el área en la que se han concentrado los esfuerzos para formar una entidad asiria autónoma.
El 21 de enero de 2014, el gobierno iraquí había declarado que las Llanuras de Nínive se convertirían en una nueva provincia, que serviría de refugio a los asirios. Tras la liberación de la Llanura de Nínive de ISIL entre 2016/2017, todos los partidos políticos asirios pidieron a la Unión Europea y al Consejo de Seguridad de la ONU la creación de una provincia asiria autoadministrada en la Llanura de Nínive.
Entre el 28 y el 30 de junio de 2017, se celebró en Bruselas una conferencia llamada The Future for Christians in Iraq. La conferencia fue organizada por el Partido Popular Europeo y contó con la participación de organizaciones asirias/caldeas/siriacas, incluyendo representantes del gobierno iraquí y del Gobierno Regional del Kurdistán. La conferencia fue boicoteada por el Movimiento Democrático Asirio, Hijos de Mesopotamia, Partido Patriótico Asirio, Iglesia católica caldea e Iglesia asiria del Oriente. Las demás organizaciones políticas involucradas firmaron un documento de posición.